# Attilio Nicora
Attilio Nicora, né le 16 mars 1937 à Varèse en Italie et mort le 22 avril 2017 à Rome (Italie), est un cardinal italien.
Il a été président de l'autorité d'information financière de 2010 à 2014.

## Biographie

### Prêtre
Attilio Nicora est titulaire d'une licence en théologie et d'un doctorat en droit canon. Il est ordonné prêtre le 27 juin 1964 par le cardinal Giovanni Umberto Colombo. Il enseigne le droit canon au grand séminaire de Milan avant d'en devenir recteur.

### Évêque
Nommé évêque auxiliaire de Milan le 16 avril 1977, il est consacré le 28 mai suivant, toujours par le cardinal Giovanni Umberto Colombo. En 1984 et 1985, dans le cadre de la révision du concordat issu des accords du Latran, il est coprésident de la commission paritaire Italie / Saint-Siège chargée de la réforme des règles concernant les biens et les organismes ecclésiastiques. En février 1987, il est déchargé de son ministère épiscopal pour être mis à la disposition de la Conférence épiscopale italienne (CEI) où il est chargé du suivi de la mise en œuvre de ces nouveaux accords.
De 1990 à 1992, il est également président de la Commission épiscopale pour les services de charité et président de Caritas Italie. 
Le 30 juin 1992, il est nommé évêque de Vérone, siège qu'il quitte le 18 septembre 1997 pour rejoindre à nouveau la CEI comme délégué de la présidence pour les questions juridiques, canoniques et concordataires et comme représentant de l'épiscopat italien au sein de la COMECE dont il devient vice-président en 2000. 
Le 1er octobre 2002, il est nommé à la Curie romaine, comme président de l'Administration du patrimoine du siège apostolique. 
Le 19 janvier, Benoît XVI lui confie également la présidence de l'autorité d'information financière du Saint-Siège nouvellement créée pour contribuer à la transparence des opérations financières relevant de la juridiction du Saint-Siège. À sa demande, le cardinal Nicora est déchargé le 7 juillet 2011 de la présidence de l'Administration du patrimoine du siège apostolique pour se consacrer à cette nouvelle mission. Le 30 janvier 2014 il demande au Pape de le relever de sa charge de président de l'autorité d'information financière.

### Cardinal
Il est créé cardinal par Jean-Paul II lors du consistoire du 21 octobre 2003  avec le titre de cardinal-diacre de San Filippo Neri in Eurosia. Il participe successivement aux conclaves de 2005 (élection de Benoît XVI) et de 2013 (élection de François).
Au sein de la curie romaine, il est membre de la deuxième section de la Secrétairerie d'État, de la Congrégation des évêques, de la Congrégation pour l'évangélisation des peuples, du Tribunal suprême de la Signature apostolique et du Conseil pontifical pour les textes législatifs. Il est également membre de la Commission pontificale pour l'État de la Cité du Vatican depuis 2007.
Le 12 juin 2014, il est élevé à l'ordre des cardinaux-prêtres.
Le 21 janvier 2015, il est nommé par le pape François membre de la nouvelle commission spéciale chargée du traitement des recours au sein de la congrégation pour la doctrine de la foi.
Il meurt le 22 avril 2017 à Rome, à l'âge de 80 ans.